# Gottsätter
Gottsätter is een plaats in de gemeente Örebro in het landschap Närke en de provincie Örebro län in Zweden. De plaats heeft 105 inwoners (2005) en een oppervlakte van 27 hectare. Gottsätter wordt omringd door zowel landbouwgrond als bos en ligt vlak aan het meer Norra Lången. De stad Örebro ligt zo'n tien kilometer ten zuiden van het dorp.